# Distrito de Atico
El distrito de Atico es uno de los trece que conforman la provincia de Caravelí, ubicada en el departamento de Arequipa,  en el Sur del Perú. 
Desde el punto de vista jerárquico de la Iglesia católica forma parte de la Prelatura de Caravelí en la Arquidiócesis de Arequipa.

## Historia
El distrito fue creado mediante Ley del 9 de diciembre de 1897, en el gobierno del Presidente Nicolás de Piérola Villena.

## Turismo
- Puyenca: Esta playa es muy conocida por su acogedora forma. En ella también podemos encontrar piscinas para adultos y niños donde llegan orquestas internacionales, así como grupos conocidos, siendo una buena forma de diversión para los pobladores de Atico y sus visitantes.
- Poza Verde: En sus inicios fue una poza natural donde acudían en su mayoría niños debido a su baja profundidad. Con los años, el gobierno distrital decidió remodelar el lugar ampliando la poza y el área circundante. Ahora suelen presentarse grupos y orquestas musicales en los veranos.
- los colorados:esta es una playa vastante conocida por sus pobledores, en ella podemos encontrar una gran variedad de cangrejos, lapas, pancoras,choritos marinos, entre otros. esta playa es caracterizada por sus bajas olas y por el gran espacio de arena con el que cuenta

### Comunicaciones y vías de acceso
Atico se ubica en el km 700 de la Panamericana Sur, a 10 horas de Lima, 6 horas de Ica, 6 horas de Arequipa, 3 horas de Camaná.

## Deportes
El Distrito tiene como escenario principal al "Estadio Municipal de Atico" el cual sirve para la Liga Distrital de Fútbol de Atico, además de haber albergado Etapa Departamental y Provincial, siendo representado con gran repercusión en la copa Perú por el “VIARGOCA FC” en los últimos años.
Entre los clubes más populares están, además VIARGOCA FC, Chinitos, Jorge Chávez, El Porvenir, Unión Marítimo y Defensor San Pedro.

## Autoridades

### Municipales
- 2023 - 2026[2]
  - Alcalde: Endhir Julio Candia Ramos.
  - Regidores:

  1. Milagritos Melissa Hurtado Campos
  2. Gerónimo Joaquín Rondán Quispe
  3. Maricell Isabel Mamani Huanqui
  4. Baby Richard Herrera Ramos
  5. Pilar Elisabet Sánchez Ibarra

- 2019 - 2022[3]
  - Alcalde: Milton Medina Urday, de Fuerza Arequipeña.
  - Regidores:

  1. Briceida Katherine Sierra Sánchez (Fuerza Arequipeña)
  2. Carmelo Hipólito Vega Fernández (Fuerza Arequipeña)
  3. Yhelma Ochoa Flores (Fuerza Arequipeña)
  4. Juan Paulino Huamán Aquino (Fuerza Arequipeña)
  5. Andrés Tapia Vega (Arequipa - Unidos por el Gran Cambio)

Alcaldes anteriores
- 2015-2018: José Pedro Gómez Aguayo Atico - Caraveli - Arequipa

### Festividades
- Santísima Cruz.
- San Pedro
- Señor de los Milagros.
- San Martín de Porres.
- El aniversario de nuestro distrito Atico la Florida  que es  el 18 de octubre.